# Democracia y Socialismo
Democracia y Socialismo (Democrazia e Socialismo) fue una formación política italiano socialdemócrata, durante años integrada en Demócratas de Izquierda, el Partido Socialista y, finalmente, el Partido Democrático. Su líder era Gavino Angius.

## Historia
Originalmente llamada Socialistas y Europeos (Socialisti ed Europei), el grupo se formó en 2006 como una corriente dentro de Demócratas de Izquierda (DS) por Gavino Angius y Giuseppe Caldarola en oposición a la creación del Partido Democrático (PD), que alegaban que había rechazado de los principios de la socialdemocracia y el socialismo democrático. Angius y su grupo quería seguir siendo miembros del Partido Socialista Europeo, como lo había sido el PDS y DS desde su fundación.
Después de que DS decidiera integrarse en el PD en abril de 2007, algunos miembros (Mauro Zani, Massimo Brutti, Sergio Gentili, Giuseppe Caldarola y otros) se unieron a éste, mientras que Gavino Angius, Alberto Nigra, Franco Grillini y otros forman Izquierda Democrática (SD) junto con otros grupos escindidos de DS. Pronto Angius y sus seguidores consideraron que el nuevo partido encabezado por Fabio Mussi, se situaba demasiado a la izquierda, hacia una estrecha alianza con el Partido de la Refundación Comunista, el Partido de los Comunistas Italianos y la Federación de los Verdes en vez de formar una alianza con los más moderados Socialistas Demócratas Italianos (SDI).
En septiembre de 2007 el grupo alrededor Angius finalmente rompió con SD y se unió a SDI y otros grupos para el moderno Partido Socialista Italiano (PSI). Desde entonces, adoptó el nombre actual y se unió a ella Valdo Spini, otro disidente de SD. En el periodo 2007-2008 el grupo tuvo dos senadores y tres diputados.
Después de la gran derrota del PSI en las elecciones generales de 2008, el grupo de alrededor de Angius apoyó la candidatura a secretario del partido de Riccardo Nencini, que ganó. En septiembre de 2008, Angius declaró que "la asamblea constituyente socialista ha fracasado" y que el partido debía participar con el Partido Democrático y participar en la construcción de un "nuevo centro-izquierda reformista", en la línea de lo Nencini mismo proponí. Sin embargo, en octubre de 2008 Angius y su grupo abandonaron el PSI con el fin de unirse al Partido Demócrata, proponiendo que todo el grupo lo siguiera. En las elecciones primarias de 2009 del Partido Demócrata a la facción apoyó a Pier Luigi Bersani.
- Datos: Q2900519